# 草芝駅
草芝駅（チョジえき）は大韓民国京畿道安山市檀園区草芝洞にある、韓国鉄道公社（KORAIL）の駅。
安山線、水仁・盆唐線、西海線が乗り入れる。駅番号は452（安山線）、S26（西海線）K254（水仁・盆唐線）。

## 歴史
- 1994年
  - 1月10日 - 工団駅（공단역）として開業。
  - 4月1日 - ソウルメトロ4号線-果川線直通列車運転開始。
- 2012年6月30日 - 現在の駅名に改名[1]。
- 2018年
  - 6月16日 - 首都圏電鉄西海線が開業[2]。
  - 12月 - 水仁線が漢大前駅まで4号線と同じルートを経由して水原駅 (京畿道)まで開業。

## 駅構造

### 韓国鉄道公社

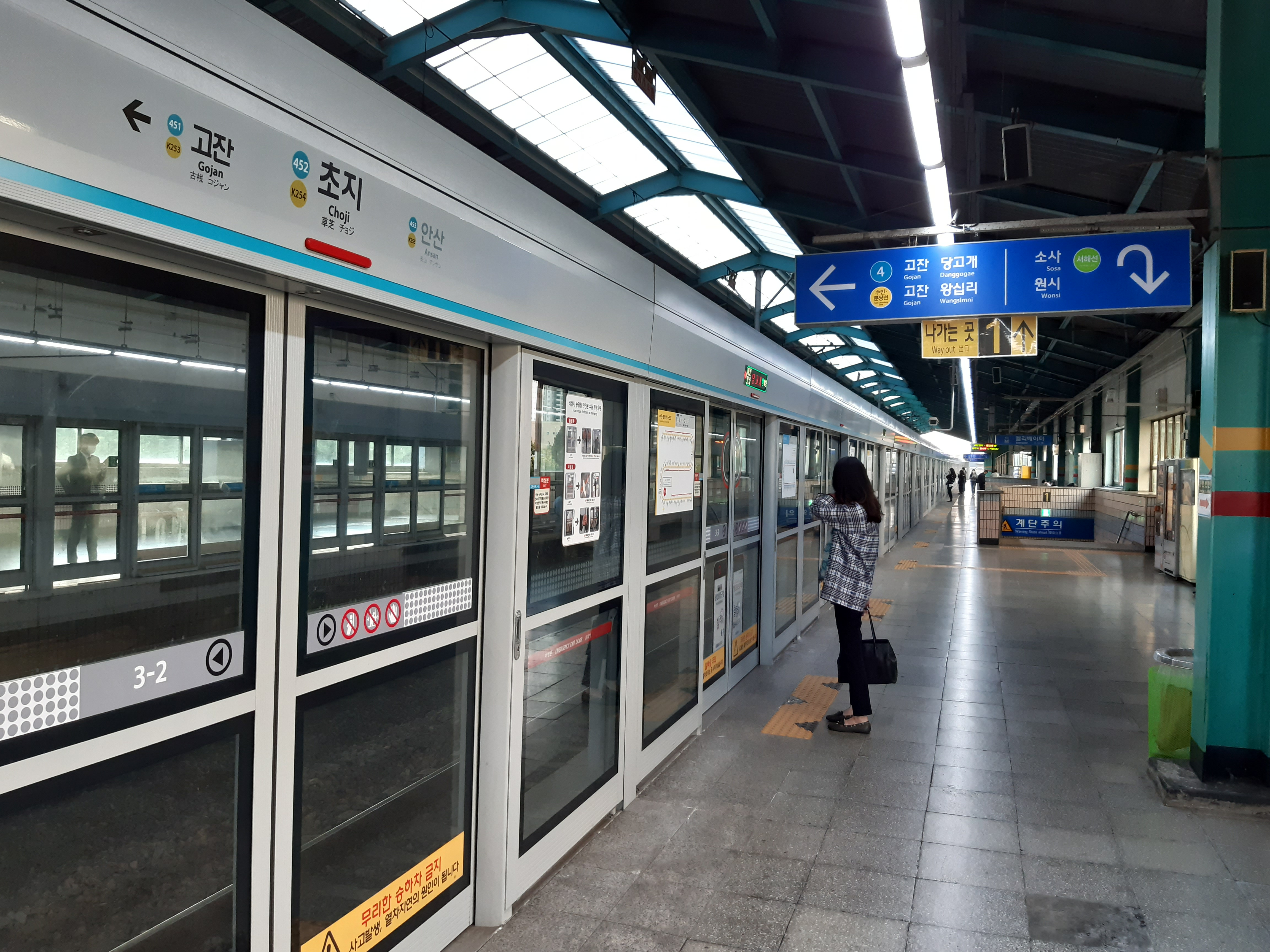
プラットホーム（2020年10月7日）

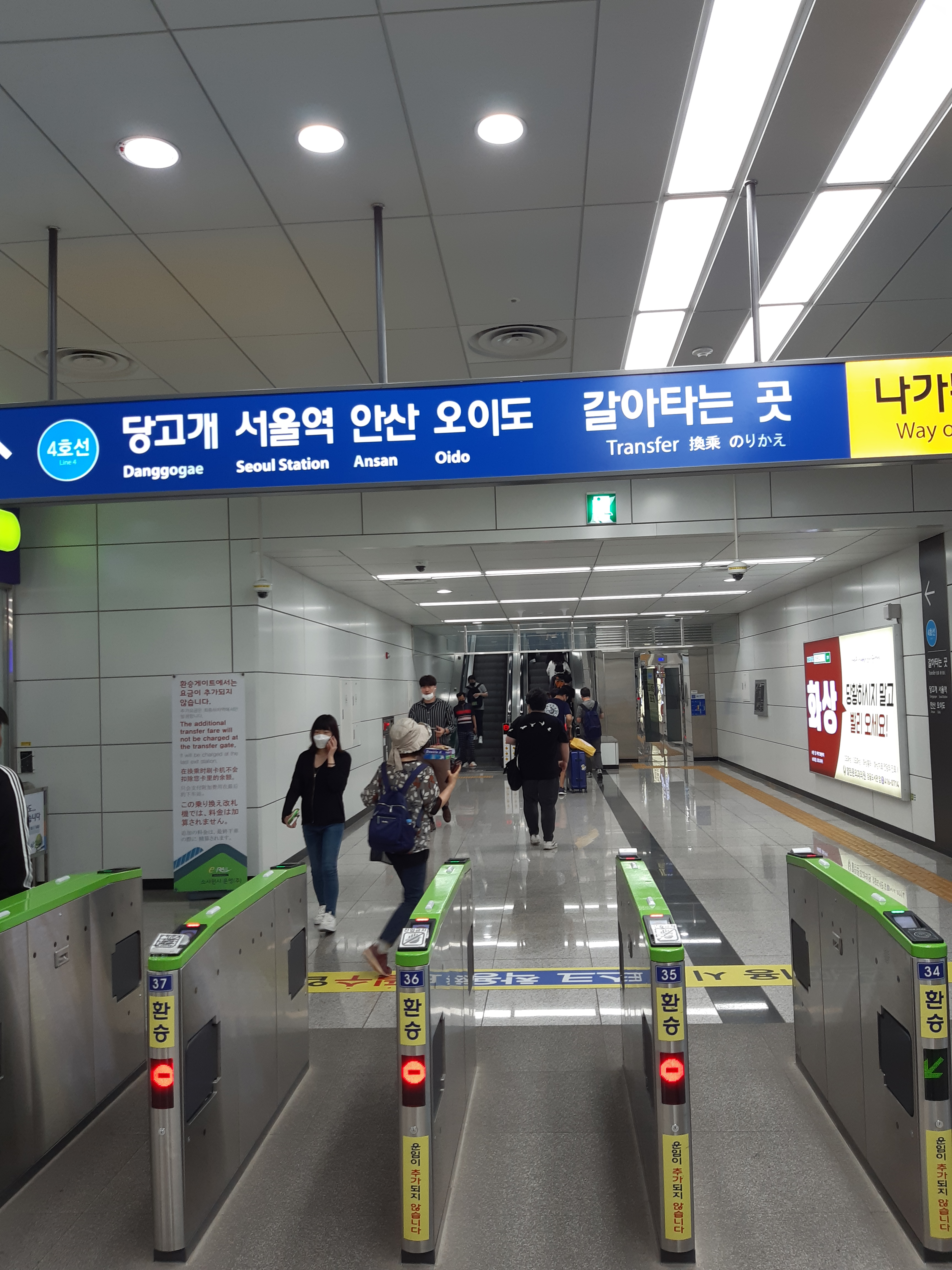
乗り換え通路（2020年6月）

相対式ホーム2面2線を有する高架駅。線路とプラットホームは安山線と水仁・盆唐線で共有している。出口は北側に1ヵ所ある。

### のりば
| 1 | 安山線       | 衿井・舎堂・タンゴゲ・榛接方面               |
| 1 | 水仁・盆唐線 | 漢大前・水原・竹田・水西・往十里・清凉里方面 |
| 2 | 安山線       | 安山・烏耳島方面                             |
| 2 | 水仁・盆唐線 | 烏耳島・蘇萊浦口・松島・仁川方面             |

### 西海線
相対式ホーム2面2線を有する地下駅。

## 利用状況
近年の一日平均利用人員推移は下記のとおり。
| 路線   | 乗車人員 | 乗車人員 | 乗車人員 | 乗車人員 | 乗車人員 | 乗車人員 | 乗車人員 | 乗車人員 | 乗車人員 | 乗車人員 | 注 釈 |
| 路線   | 2000年   | 2001年   | 2002年   | 2003年   | 2004年   | 2005年   | 2006年   | 2007年   | 2008年   | 2009年   | 注 釈 |
| ------ | -------- | -------- | -------- | -------- | -------- | -------- | -------- | -------- | -------- | -------- | ----- |
| 安山線 | 3807     | 4189     | 4396     | 4069     | 3139     | 2958     | 3233     | 3426     | 3596     | 3663     | [ 3 ] |

## 駅周辺
旧駅名の通り、工業団地の中に駅があり人家は少ない。
- 檀園区庁
- 花朗遊園地（朝鮮語版）
- 半月国家工業団地（朝鮮語版）
- 安山アイランド
- 新安山大学校（朝鮮語版）
- 安山市市民市場
- 安山市民公園
- 草芝洞住民センター
- 天主教元谷聖堂
- 冠山初等学校
- 安山ワースタジアム
- 京畿道美術館（朝鮮語版）

## 隣の駅
韓国鉄道公社　
 安山線
急行　
中央駅 (450) - 草芝駅 (452) - 安山駅 (453)
緩行　
古桟駅 (451) - 草芝駅 (452) - 安山駅 (453)
 水仁盆唐線
緩行　
古桟駅 (K253) - 草芝駅 (K254) - 安山駅 (K255)
●西海線　
仙府駅 (S25) - 草芝駅 (S26) - 時雨駅 (S27)